# جيسيكا هارمون
جيسيكا هارمون هي ممثلة كندية، ولدت في 27 ديسمبر 1985 في كندا.

## وصلات خارجية
- جيسيكا هارمون على موقع IMDb (الإنجليزية)
- جيسيكا هارمون على موقع قاعدة بيانات الفيلم (الإنجليزية)